# Pieter Vink
Pieter Vink (Noordwijkerhout, 13 marzo 1967) è un ex arbitro di calcio olandese.

## Carriera
Da qualche anno viene ritenuto tra i direttori di gara più affidabili dell'Eredivisie (il campionato di calcio olandese), come testimoniato dall'impiego costante (è dal 2004 che supera quota 20 gare di prima divisione dirette in stagione) e dal suo utilizzo -su incarico della rispettiva federazione- in partite prestigiose di altri campionati stranieri, come la finale di Supercoppa ucraina 2007 tra Dinamo Kiev e Šachtar
Arrivato relativamente tardi ai massimi livelli (infatti solo nel 2001 debutta nella Eredivisie e solo nel 2004 viene promosso al rango di arbitro internazionale), è letteralmente esploso nel corso delle ultime due stagioni. Così, nel 2007 ha l'onore di dirigere la gara con cui viene inaugurato il nuovo Stadio Wembley a Londra (Inghilterra Under 21-Italia Under-21); nell'aprile 2007 arbitra la semifinale di Coppa UEFA Osasuna-Siviglia, subentrando al connazionale Eric Braamhaar, infortunatosi durante l'incontro, e nel luglio dello stesso anno viene inserito nel gruppo ristretto degli arbitri UEFA d'elite.
In dicembre arriva la consacrazione, essendo scelto come direttore di gara per gli Euro 2008: durante il torneo gli vengono affidate Austria-Croazia e Spagna-Svezia.
Vanta anche la direzione della finale del Campionato europeo di calcio Under-19 del 2005.
Pur essendo stato inserito nella lista dei 54 pre-selezionati in vista dei Mondiali di calcio in Sudafrica nel 2010, viene poi scartato nel taglio successivo.
Il 31 dicembre 2010 pone fine alla sua carriera da internazionale.